# Maracas Bay
Maracas Bay es una localidad de Trinidad y Tobago, que forma parte de la región de San Juan-Laventille.

## Geografía
La localidad abarca parte de la isla Trinidad y limita al norte, este y oeste con el mar mar Caribe y al sur con Maracas.

## Demografía
Datos demográficos de la localidad de Maracas Bay:
| Gráfica de evolución demográfica de Maracas Bay entre 2000 y 2011 |
|                                                                   |